# Шульгин Борис Володимирович
Борис Володимирович Шульгин (рос. Борис Владимирович Шульгин; 12 вересня 1905, Казань — 1 листопада 1962, Київ) — радянський військовик, Герой Радянського Союзу, в роки німецько-радянської війни командир 17-ї гвардійської танкової бригади 1-го гвардійського танкового корпусу 65-ї армії 1-го Білоруського фронту, гвардії полковник.

## Біографія
Народився 12 вересня 1905 року в місті Казані Татарстану в сім'ї робітника. Росіянин. Член КПРС з 1929 року. Закінчив вісім класів середньої школи. Працював електрообмотувальником на заводі.
У 1926 році призваний до лав Червоної Армії. У 1929 році закінчив Московську військову школу імені Всесоюзного Центрального Виконавчого Комітету. У 1934 році — курси удосконалення командного складу бронетанкових і механізованих військ.
У боях німецько-радянської війни з липня 1941 року. Воював під Москвою, брав участь у битвах під Сталінградом, на Курській дузі, під Орлом і в Білорусі.
Відзначився в боях при звільненні Польщі. Прорвавши оборону противника на річці Західному Бузі в районі міста Вишкува, бригада з боями вийшла до річки Нарева північніше Варшави. 5 вересня 1944 року 17-а гвардійська танкова бригада під командуванням гвардії полковника Б. В. Шульгина форсувала річку Нарев і захопила плацдарм на її західному березі в районі міста Сероцька. Танкісти на плацдармі відбивали контратаки німців, знищуючи бойову техніку та живу силу противника.
Указом Президії Верховної Ради СРСР від 6 квітня 1945 року за успішне форсування річки Нарева, утримання плацдарму на її західному березі і проявлені при цьому мужність і героїзм гвардії полковнику Борису Володимировичу Шульгину присвоєно звання Героя Радянського Союзу з врученням ордена Леніна і медалі «Золота Зірка» (№ 5502).
У 1948 році закінчив курси удосконалення офіцерського складу при Військовій академії імені М. В. Фрунзе. У 1954 році — академічні курси при Військовій академії Генерального штабу.

Могила Бориса Шульгина

З травня 1960 року генерал-лейтенант танкових військ Б. В. Шульгин — у відставці. Жив у Києві. Помер 1 листопада 1962 року. Похований у Києві на Байковому кладовищі.

## Нагороди, пам'ять
Нагороджений трьома орденами Леніна, п'ятьма орденами Червоного Прапора, орденом Кутузова 2-го ступеня, орденом Вітчизняної війни 1-го ступеня, орденом Червоної Зірки, медалями.
Ім'я Бориса Шульгина носять вулиці в Орлі, у звільненні якого брала участь його танкова бригада, і в Казані.